# Torre de Televisão Žižkov

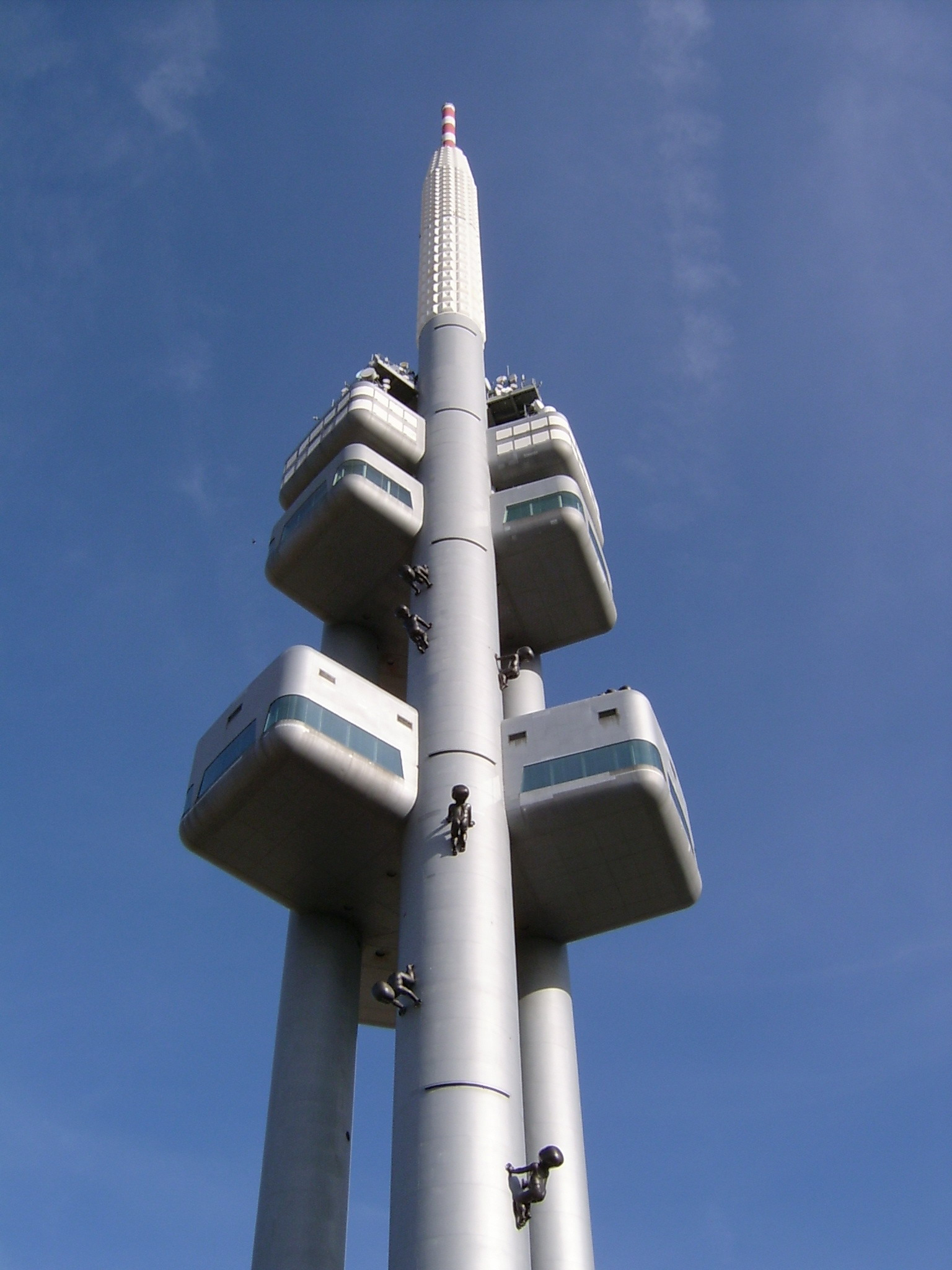
Torre e esculturas de David Černý

A torre de televisão de Žižkov (em checo, Žižkovská televizní věž) é uma torre de telecomunicações em Praga, construída entre 1985 e 1992. Possui 216 metros (709 pés) de altura e, até julho de 2019, é a 87.ª torre de estrutura independente mais alta do mundo.